# Comes sacrarum largitionum
Il comes sacrarum largitionum era un officium civile dell'Impero romano, creato da Costantino I. Era posto alle dipendenze del principe, assistendolo nelle sue mansioni: in particolare per quanto riguarda i donativi e gli stipendi da concedere alle truppe: pertanto la sua funzione era di fondamentale importanza per assicurare al principe la fedeltà delle truppe. 
Più in generale la sua funzione si esplicava nell'esazione delle tasse e nella gestione della cassa. Sotto il suo controllo ricadevano anche le miniere e le zecche di Stato.
Nelle sue mansioni era assistito da una serie di funzionari di rango inferiore:
- il comes auri;
- il comes sacrae vestis;
- tre comites largitionum di livello regionale per l'Italia, l'Africa, l'Illirico;
- un comes commerciorum per l'Illirico;
- un comes metallorum per l'Illirico, responsabile per le miniere d'oro locali.